# Usina maremotriz de La Rance
A usina de energia maremotriz de Rance.
A Usina maremotriz de La Rance é uma estação de energia maremotriz localizada no estuário do rio Rance, em Bretanha, França. Foi inaugurada em 26 de novembro de 1966, a primeira estação do tipo a ser construída no mundo, sendo operada pela Électricité de France. Foi, por 45 anos, a central de maior por capacidade instalada no mundo, até ser ultrapassada pela Usina maremotriz do lago Sihwa, na Coreia do Sul, em 2011. Suas 24 turbinas alcançam um pico de 240 megawatts e uma média de 62 megawatts, um fator de capacidade de aproximadamente 26%. Com uma entrega anual de 540 GWh, ela provê 0.12% da demanda de energia do país.